# Sheppardia gabela
El akelat de Gabela (Sheppardia gabela) es una especie de ave paseriforme de la familia Muscicapidae propia de África. Su nombre hace referencia al pueblo donde se la observó por primera vez Gabela, Angola.

## Distribución y hábitat
Es endémico de Angola. Su hábitat natural son los bosques montanos tropicales. Se encuentra amenazado por pérdida de hábitat.